# Беккер, Алекс (учёный)
Алекс Беккер (англ. Alex Bekker) ― американский учёный-химик, врач, писатель, профессор кафедры физиологии, фармакологии и неврологии. Работает начальником анестезиологической службы университетской больницы Ньюарка
.

## Биография
Беккер родился и вырос в Грузии, СССР.
В 1974 году окончил Тбилисский государственный университет, химический факультет. Начал свою карьеру в качестве научного сотрудника в Институте стабильных изотопов в Тбилиси, где работал над разработкой новых методов отделения углерода изотопов для медицинского и военного применения. С 1975 по 1977 год прошел дополнительное обучение в Институте физической химии в Москве под руководством Александра Чайкина. Беккер представил результаты своих исследований механизма цепных реакций водород-фтор на нескольких научных конференциях.
После переезда в США в 1979 году начал работать в Catalysis Research Corporation (CRC). Его исследования были сосредоточены на разработке передовых технологий для сокращения выбросов, связанных с углеродным топливом. В 1980–1881 году Беккер был приглашенным научным сотрудником в Колумбийском университете в исследовательской лаборатории возобновляемых источников энергии. В 1982 году он покинул CRC и перешел на работу в Allied Chemicals (в настоящее время Honeywell) в качестве инженера проекта. Во время своей работы в Allied он разработал новый процесс превращения тяжелых углеводородов в топливо с использованием сверхкритических жидкостей. Эта работа завершилась получением шести патентов США и нескольких публикаций.
В 1981 году Беккер поступил на магистерскую программу в Технологический институт Нью-Джерси, которую он закончил в 1984 году и поступил на программу доктора философии в том же институте. В то время центр исследований Беккера сместился с химической на биомедицинскую инженерию. Его докторская диссертация «Переходный анализ макромолекулярного обмена крови и ткани в микрососудистом русле» внесла вклад в понимание трансэндотелиального транспорта моноклональных антител. Это исследование было поддержано присуждением президентской стипендии NJIT. Результаты этой работы были представлены на различных форумах и опубликованы в нескольких публикациях, в том числе в журнале Circulation Research.
Математическое моделирование биологических систем пробудило интерес Беккера к применению инженерных принципов для анализа воздействия лекарств на кровообращение млекопитающих. Практическое применение этого подхода требовало понимания патофизиологии заболеваний, поэтому Беккер начал свое медицинское образование в 1987 году и закончил четырехлетнюю программу медицинской школы в Медицинской школе Рутгерса в Нью-Джерси в 1991 году, за которой последовала учеба в Колумбийско-пресвитерианском медицинском центре в Нью-Йорке.

## Карьера
В 1995 году Беккер был принят на должность доцента анестезиологии в Медицинском центре Нью-Йоркского университета. Работа Беккера в области компьютерного моделирования физиологических систем получила признание на национальном уровне. Его приглашали выступить на собраниях, организованных Американским обществом анестезиологов, Обществом технологий в анестезии, а также на различных региональных конференциях. Его клиническая работа была сосредоточена на оказании периоперационной помощи нейрохирургическим пациентам.
В 1999 году Беккер был назначен руководителем службы нейроанестезии. Также руководил клиническими исследованиями в отделении
. Провел несколько клинических испытаний, направленных на оценку безопасности и эффективности новых фармацевтических препаратов. В 2001 году Беккеру было присвоено ученое звание доцента анестезиологии с совместным назначением в отделении нейрохирургии. В дополнение к своим клиническим исследованиям Беккер основал лабораторию фундаментальных исследований. Его фундаментальные научные исследования были сосредоточены на нейрофармакологии и понимании влияния анестетиков на познание.
В 2005 году Беккер был избран в совет директоров Общества нейрохирургической анестезиологии и реанимации. Он отвечал за образовательную миссию общества. В 2005–2010 годах руководил курсом Нейроанестезии по обновлению CME, предлагаемым NYUMC. Был приглашен в состав редакционного совета журнала нейрохирургической анестезии и интенсивной терапии в 2006 году . В 2008 году Беккер стал заместителем председателя по исследованиям отделения анестезиологии и получил звание профессора. В том же году Беккер основал Фонд периоперационных исследований и образования (FPRE). Он получил несколько исследовательских грантов, в том числе награды NIH. На протяжении своей карьеры работал в комитетах по академической анестезиологии, клинической неврологии, эффективности и результатах и нейроанестезии ASA.
В 2012 году Беккер стал профессором и заведующим кафедрой анестезиологии и периоперационной помощи в Медицинской школе Рутгерса (Нью-Джерси).

## Награды и премии
- 2016 год ― Премия выдающихся выпускников медицинской школы Нью-Джерси (Премия Чарльза Л. Брауна)

## Научные труды
- Беккер, А.Ю., Берклайд, П., Осборн, И., Блум, М., Ярмуш, Дж., И Турндорф, Х. (2000). Восстановление когнитивных функций после анестезии ремифентанилом и оксидом азота происходит быстрее, чем после комбинации изофлуран-оксид азота-фентанил у пожилых пациентов. Анестезия и обезболивание, 91 (1), 117–122.
- Беккер, А.Ю., Кауфман, Б., Самир, Х., и Дойл, В. (2001). Использование инфузии дексмедетомидина для краниотомии наяву. Анестезия и обезболивание, 1251–1253.
- Беккер А., Купер П.Р., Фремпонг-Боаду А., Бабу Р., Эррико Т. и Лебовиц А. (2002). Оценка предоперационного введения ингибитора циклооксигеназы-2 рофекоксиба для лечения послеоперационной боли после операции на поясничном диске. Нейрохирургия, 50 (5), 1053–1058.
- Беккер, AY, & Weeks, EJ (2003). Когнитивные функции у пожилых людей после наркоза. Передовая практика и исследования в клинической анестезиологии, 17 (2), 259–272.
- Беккер А. и Стурайтис М.К. (2005). Дексмедетомидин для неврологической хирургии. Оперативная нейрохирургия, 57, 1–10.
- Беккер, А., Стуратис, М., Блум, М., Морич, М., Гольфинос, Дж., Паркер, Э.,… Питти, А. (2008). Влияние дексмедетомидина на периоперационную гемодинамику у пациентов, перенесших краниотомию. Анестезия и обезболивание, 107 (4), 1340–1347.
- Беккер А., Хайле М., Клайн Р., Дидехвар С., Бабу Р., Мартинюк Ф. и Урбан М. (2013). Влияние интраоперационной инфузии дексмедетомидина на качество восстановления после обширных операций на позвоночнике. Журнал нейрохирургической анестезиологии, 25 (1), 16–24.
- Ле В, Ахмед К., Ярмуш Дж., Элой Дж. Д., Шапиро М., Хайле М., Беккер А. (2016). Премедикация ибупрофеном внутривенно улучшает характеристики восстановления и реакцию на стресс у взрослых, перенесших лапароскопическую холецистэктомию: рандомизированное контролируемое исследование. Пайм Медицина, 17: 1163-7
- Клайн, Р.П., Пирраглиа, Э., Ченг, Х., Санти, С.Д., Ли, Ю., Хайле, М.,… Беккер, А. (2012). Хирургия и атрофия головного мозга у когнитивно нормальных пожилых людей и субъектов с диагнозом умеренных когнитивных нарушений. Анестезиология, 116 (3), 603–612.
- Беккер А. (2018). Употребление каннабиса и нераковые хронические боли. The Lancet Public Health 3: e468
- Zuo QK, Tam KL, Bekker A, Ye JH. (2019). Каннабиноиды в лечении опиоидной зависимости: фармакологические механизмы. J Зависимость от алкоголя и наркотиков 7: 325